# Karlstein a.Main
Karlstein am Main er en kommune i Landkreis Aschaffenburg i det bayerske Regierungsbezirk Unterfranken i Tyskland.
Kommunen Karlstein blev dannet i 1975 ved en sammenlægning af de tidligere kommuner Dettingen und Großwelzheim
I Karlstein indviede man i 1960 atomkraftværket Kernkraftwerk Kahl, som var i drift til 1985 – hvorefter man påbegyndte en nedbrydning, der ventes færdig i 2008.
På samme område har også ligget forsøgsreaktoren Kernkraftwerk Großwelzheim, hvis nedbrydning blev færdiggjort i 1998.